# Sphaerostephanos mjobergii
Sphaerostephanos mjobergii är en kärrbräkenväxtart som beskrevs av Holtt. Sphaerostephanos mjobergii ingår i släktet Sphaerostephanos och familjen Thelypteridaceae. Inga underarter finns listade.